# Henry Gouvy (Unternehmer, 1752)
Henry Gouvy (* 23. Februar 1752 in Goffontaine (Ortsteil von Pepinster in der Provinz Lüttich); † 14. November 1795 in Metz) war ein französischer Unternehmer und Mitbegründer der Familiendynastie, die von Mitte des 18. Jahrhunderts bis Anfang des 19. Jahrhunderts einen maßgeblichen Anteil am Erfolg der saarländischen Eisenindustrie hatte.

## Leben

### Herkunft und Familie
Henry Gouvy wurde als Sohn des Bürgermeisters und Unternehmers Pierre Joseph Gouvy (1715–1768) und dessen Ehefrau Gertrude de Chaignon (1720–1761) geboren und hatte 17 Geschwistern, von denen später nur die Brüder  François Louis Pierre (1748–1782) und Pierre François (1758–1816) der Familientradition folgend unternehmerisch tätig wurden.
Am 27. Oktober 1778 heiratete Henry im lothringischen Bitsch Anna Barbe Catherine Guentz (* 1759), mit der er sechs Kinder hatte, die bis auf Georges und Henry, die Nachfolger im Familienunternehmen wurden, alle im frühen Kindesalter verstarben.

### Wirken
Nach dem Tod seines Vaters im Jahre 1768 übernahm er gemeinsam mit seinem älteren Bruder François Louis Pierre die Firma in Goffontaine und die Dillinger Hütte.
Am 21. Juni 1777 pachteten sie den Jägersfreuder Hof vom Stift Sankt Arnual mit sechsjähriger Laufzeit für 500 rheinische Gulden. 1782 kaufte der Landesherr den Hof für 12549 Gulden vom Stift zurück und verpachtete diesen für 162 Gulden und 15 Albus auf neun Jahre an die Gebrüder Gouvy, die dort ein Stahlhammerwerk errichteten und am 29. September 1782 mit der Stahlproduktion begannen.
1782, als Francois Louis Pierre plötzlich im Alter von 34 Jahren verstarb, musste nun Heny die Verwaltung der Erbengemeinschaft Gouvy übernehmen. Am 19. Februar 1785 bat er das Oberamt in Saarbrücken, die Erlaubnis zur Versteigerung des Stahlwerkes Goffontaine und der Jägersfreude zu erteilen, damit das Erbe des Pierre Joseph Gouvy endlich geteilt werden konnte. Die Genehmigung hierzu wurde im September 1785 erteilt und die Versteigerung auf den 1. März 1786 festgesetzt.
Am 22. März 1786 gelang es Henry, sich gegen 26 weitere Bieter zu behaupten und die beiden Werke zum Preis von 117.200 Franc zu erwerben.
1793 erreichten die französischen Revolutionstruppen Nassau-Saarbrücken und behinderten die Produktionsstätten der Gouvys.
Am 4. Januar 1795 stieg Henry mit anderen Teilhabern in eine neue Gesellschaft ein und erweiterte das Firmengeschäft.
Nach seinem Tod am 14. November 1795 rückte sein jüngerer Bruder Pierre Francois als Geschäftsführer des Gouvyschen Familienclans nach und führte das Unternehmen bis zu seinem Tod im Jahre 1916 weiter.